# Élections législatives de 1962 dans l'Hérault
Les élections législatives françaises de 1962 se déroulent les 18 et 25 novembre 1962. Dans le département de l'Hérault, cinq députés sont à élire dans le cadre de cinq circonscriptions.

## Élus
| Circonscription | Député sortant       | Parti | Parti | Député élu ou réélu | Parti | Parti  |
| --------------- | -------------------- | ----- | ----- | ------------------- | ----- | ------ |
| 1re             | Pierre Grasset-Morel |       | CNIP  | Étienne Ponseillé   |       | Radsoc |
| 2e              | Paul Coste-Floret    |       | MRP   | Paul Coste-Floret   |       | MRP    |
| 3e              | Cerf Lurie           |       | UNR   | Jules Moch          |       | SFIO   |
| 4e              | André Valabrègue     |       | UNR   | Paul Balmigère      |       | PCF    |
| 5e              | Raoul Bayou          |       | SFIO  | Raoul Bayou         |       | SFIO   |

## Résultats

### Résultats à l'échelle du département
| Parti          | Parti                                          | Premier tour | Premier tour | Second tour | Second tour | Sièges |
| Parti          | Parti                                          | Voix         | %            | Voix        | %           | Sièges |
| -------------- | ---------------------------------------------- | ------------ | ------------ | ----------- | ----------- | ------ |
|                | Union pour la nouvelle République (UDT)        | 43 820       | 22,99        | 53 757      | 41,02       | 0      |
|                | Modérés                                        | 3 026        | 1,59         | 1 216       | 0,93        | 0      |
|                | Majorité présidentielle                        | 46 846       | 24,58        | 54 973      | 41,95       | 0      |
|                |                                                |              |              |             |             |        |
|                | Mouvement républicain populaire                | 18 004       | 9,45         |             |             | 1      |
|                | Centre national des indépendants et paysans    | 12 883       | 6,76         | 11 223      | 8,56        | 0      |
|                | Centre démocratique                            | 30 887       | 16,20        | 11 223      | 8,56        | 1      |
|                |                                                |              |              |             |             |        |
|                | Parti communiste français                      | 52 406       | 27,49        | 21 759      | 16,60       | 1      |
|                | Section française de l'Internationale ouvrière | 48 034       | 25,20        | 24 281      | 18,53       | 2      |
|                | Parti radical                                  | 12 446       | 6,53         | 18 805      | 14,35       | 1      |
|                |                                                |              |              |             |             |        |
| Inscrits       | Inscrits                                       | 304 687      | 100,00       | 191 781     | 100,00      | 5      |
| Abstentions    | Abstentions                                    | 106 361      | 34,91        | 55 979      | 29,19       |        |
| Votants        | Votants                                        | 198 326      | 65,09        | 135 802     | 70,81       |        |
| Blancs et nuls | Blancs et nuls                                 | 7 707        | 3,89         | 4 761       | 3,51        |        |
| Exprimés       | Exprimés                                       | 190 619      | 96,11        | 131 041     | 96,49       |        |

### Résultats par circonscription

#### Première circonscription (Montpellier-Est - Lunel)
| Candidat       | Candidat                     | Parti          | Premier tour | Premier tour | Second tour | Second tour |  |
| Candidat       | Candidat                     | Parti          | Voix         | %            | Voix        | %           |  |
| -------------- | ---------------------------- | -------------- | ------------ | ------------ | ----------- | ----------- |  |
|                | Roger Sudre                  | UNR-UDT        | 11 991       | 27,35        | 16 630      | 35,64       |  |
|                | Pierre Grasset-Morel sortant | CNIP           | 10 044       | 22,91        | 11 213      | 24,03       |  |
|                | Pierre Ville                 | PCF            | 9 075        | 20,7         | 12          | 0,03        |  |
|                | Étienne Ponseillé élu        | Radsoc         | 6 773        | 15,45        | 18 805      | 40,3        |  |
|                | Raymond Chauliac             | SFIO           | 5 959        | 13,59        | Retrait     | Retrait     |  |
|                |                              |                |              |              |             |             |  |
| Inscrits       | Inscrits                     | Inscrits       | 68 631       | 100,00       | 69 011      | 100,00      |  |
| Abstentions    | Abstentions                  | Abstentions    | 23 730       | 34,58        | 21 179      | 30,69       |  |
| Votants        | Votants                      | Votants        | 44 901       | 65,42        | 47 832      | 69,31       |  |
| Blancs et nuls | Blancs et nuls               | Blancs et nuls | 1 059        | 2,36         | 1 172       | 2,45        |  |
| Exprimés       | Exprimés                     | Exprimés       | 43 842       | 97,64        | 46 660      | 97,55       |  |

#### Deuxième circonscription (Montpellier-Ouest - Lodève)
|                | Paul Coste-Floret sortant réélu | MRP            | 18 004 | 50,43  |  |  |  |
|                | Manuel Bernabeu                 | PCF            | 9 475  | 26,54  |  |  |  |
|                | Pierre Bouyeron                 | SFIO           | 8 221  | 23,03  |  |  |  |
|                |                                 |                |        |        |  |  |  |
| Inscrits       | Inscrits                        | Inscrits       | 64 126 | 100,00 |  |  |  |
| Abstentions    | Abstentions                     | Abstentions    | 24 880 | 38,8   |  |  |  |
| Votants        | Votants                         | Votants        | 39 246 | 61,2   |  |  |  |
| Blancs et nuls | Blancs et nuls                  | Blancs et nuls | 3 546  | 9,04   |  |  |  |
| Exprimés       | Exprimés                        | Exprimés       | 35 700 | 90,96  |  |  |  |

#### Troisième circonscription (Sète)
| Candidat       | Candidat           | Parti          | Premier tour | Premier tour | Second tour | Second tour |  |
| Candidat       | Candidat           | Parti          | Voix         | %            | Voix        | %           |  |
| -------------- | ------------------ | -------------- | ------------ | ------------ | ----------- | ----------- |  |
|                | Raoul Calas        | PCF            | 13 581       | 33,98        | Retrait     | Retrait     |  |
|                | Cerf Lurie sortant | UNR-UDT        | 12 042       | 30,13        | 16 836      | 39,77       |  |
|                | Jules Moch élu     | SFIO           | 11 313       | 28,31        | 24 281      | 57,36       |  |
|                | Émile Cazzani      | Modérés        | 3 026        | 7,57         | 1 216       | 2,87        |  |
|                |                    |                |              |              |             |             |  |
| Inscrits       | Inscrits           | Inscrits       | 59 885       | 100,00       | 59 878      | 100,00      |  |
| Abstentions    | Abstentions        | Abstentions    | 18 975       | 31,69        | 16 262      | 27,16       |  |
| Votants        | Votants            | Votants        | 40 910       | 68,31        | 43 616      | 72,84       |  |
| Blancs et nuls | Blancs et nuls     | Blancs et nuls | 948          | 2,32         | 1 283       | 2,94        |  |
| Exprimés       | Exprimés           | Exprimés       | 39 962       | 97,68        | 42 333      | 97,06       |  |

#### Quatrième circonscription (Béziers-Nord - Bédarieux)
| Candidat       | Candidat                 | Parti          | Premier tour | Premier tour | Second tour | Second tour |  |
| Candidat       | Candidat                 | Parti          | Voix         | %            | Voix        | %           |  |
| -------------- | ------------------------ | -------------- | ------------ | ------------ | ----------- | ----------- |  |
|                | André Valabrègue sortant | UNR-UDT        | 13 004       | 32,09        | 20 291      | 48,26       |  |
|                | Paul Balmigère élu       | PCF            | 12 298       | 30,35        | 21 747      | 51,72       |  |
|                | Alfred Crouzet           | SFIO           | 6 707        | 16,55        | Retrait     | Retrait     |  |
|                | Antonin-Tony Palazy      | Radsoc         | 5 673        | 14           | Retrait     | Retrait     |  |
|                | Nicolas d'Andoque        | CNIP           | 2 839        | 7,01         | 10          | 0,02        |  |
|                |                          |                |              |              |             |             |  |
| Inscrits       | Inscrits                 | Inscrits       | 62 907       | 100,00       | 62 892      | 100,00      |  |
| Abstentions    | Abstentions              | Abstentions    | 21 327       | 33,9         | 18 538      | 29,48       |  |
| Votants        | Votants                  | Votants        | 41 580       | 66,1         | 44 354      | 70,52       |  |
| Blancs et nuls | Blancs et nuls           | Blancs et nuls | 1 059        | 2,55         | 2 306       | 5,2         |  |
| Exprimés       | Exprimés                 | Exprimés       | 40 521       | 97,45        | 42 048      | 94,8        |  |

#### Cinquième circonscription (Béziers-Sud - Saint-Pons)
|                | Raoul Bayou sortant réélu | SFIO           | 15 834 | 51,76  |  |  |  |
|                | Joseph Lazare             | PCF            | 7 977  | 26,07  |  |  |  |
|                | François Feracci          | UNR-UDT        | 6 783  | 22,17  |  |  |  |
|                |                           |                |        |        |  |  |  |
| Inscrits       | Inscrits                  | Inscrits       | 49 138 | 100,00 |  |  |  |
| Abstentions    | Abstentions               | Abstentions    | 17 449 | 35,51  |  |  |  |
| Votants        | Votants                   | Votants        | 31 689 | 64,49  |  |  |  |
| Blancs et nuls | Blancs et nuls            | Blancs et nuls | 1 095  | 3,46   |  |  |  |
| Exprimés       | Exprimés                  | Exprimés       | 30 594 | 96,54  |  |  |  |